# معبد بت-ال

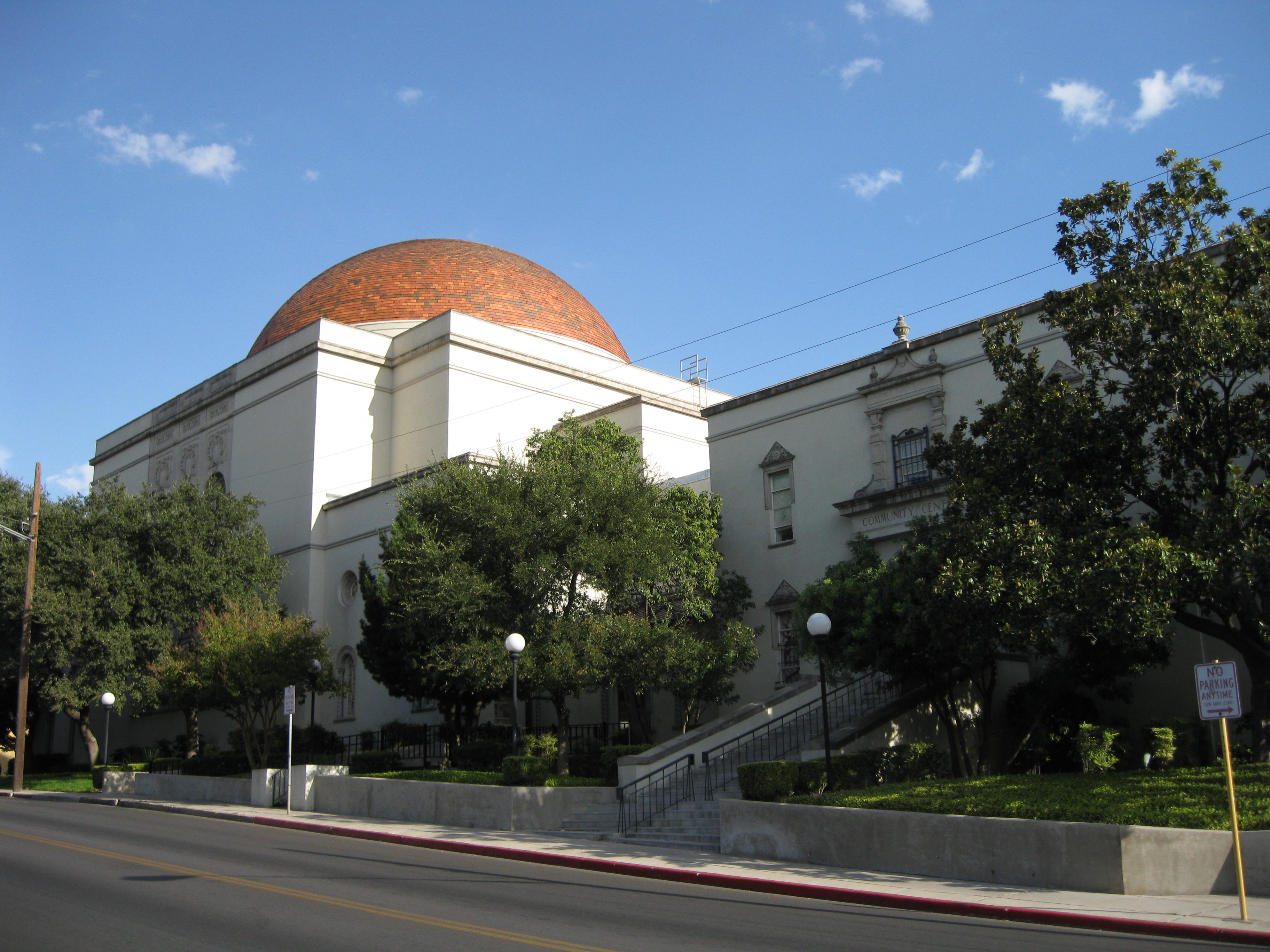

معبد بت-ال (به انگلیسی: Temple Beth-El) از میراث فرهنگی و اماکن مذهبی شهر سن آنتونیو در تگزاس است.
این بنا دارای معماری منحصربه‌فردیست و در جنب کالج سن آنتونیو قرار دارد.
این بنا کهنترین کنیسه در منطقه جنوب تگزاس است. سال ساخت آن ۱۸۷۴ ثبت شده.